# Sorry, Sorry
《Sorry, Sorry》는 슈퍼주니어의 정규 3집 앨범이다. 2009년 3월 12일에 발매되었다. 총 두 가지 버전 (A버전, B버전)을 발매했으며, 5월 14일 C버전(리패키지)이 발매되었다. A, B 버전의 수록곡은 동일하며, C버전은 기존 버전에 4곡이 추가되어 있다. 세 버전은 포스터, 앨범 커버 그리고 앨범 속지가 다르다.

## 수록곡
| #   | 제목                                | 재생 시간 |
| --- | ----------------------------------- | --------- |
| 1.  | 〈쏘리 쏘리 (Sorry, Sorry)〉        | 3:51      |
| 2.  | 〈니가 좋은 이유 (Why I Like You)〉 | 3:45      |
| 3.  | 〈마주치지 말자 (Let's Not...)〉    | 3:40      |
| 4.  | 〈앤젤라 (Angela)〉                 | 3:21      |
| 5.  | 〈Reset〉                           | 3:43      |
| 6.  | 〈Monster〉                         | 3:48      |
| 7.  | 〈What If〉                         | 3:26      |
| 8.  | 〈이별... 넌 쉽니 (Heartquake)〉    | 4:07      |
| 9.  | 〈Club No.1 (Feat.YeonHee, Lee)〉   | 3:09      |
| 10. | 〈Happy Together〉                  | 3:34      |
| 11. | 〈죽어있는 것 (Dead at heart)〉     | 4:09      |
| 12. | 〈Shining Star〉                    | 3:25      |

| #  | 제목                              | 재생 시간 |
| -- | --------------------------------- | --------- |
| 1. | 〈너라고 (It's You)〉             | 3:50      |
| 2. | 〈그녀는 위험해 (She Wants It)〉  | 3:54      |
| 3. | 〈사랑이 죽는 병 (Love Disease)〉 | 3:30      |
| 4. | 〈첫 번째 이야기 (Love U More)〉  | 3:08      |

## 차트 기록

### 음반
5월 15일 기준으로 21만장이 넘는 음반 판매량을 기록해 2009년 발매된 앨범 가운데 최초로 20만장을 돌파했다. 12월에는 음반매장 신나라 레코드와 핫트랙스가 집계한 음반 별 합산 판매순위에서 25만장으로 2009년 발매된 음반 가운데 1위를 기록했다.

### 가요 프로그램 수상

#### 쏘리 쏘리 (Sorry, Sorry)
- 2009년 3월 27일 KBS 《뮤직뱅크》 3월 통합 K-Chart 1위
- 2009년 4월 24일 KBS 《뮤직뱅크》 4월 통합 K-Chart 1위
- 2009년 5월 1일 KBS 《뮤직뱅크》 K-Chart 1위
- 2009년 5월 8일 KBS 《뮤직뱅크》 K-Chart 1위
- 2009년 5월 15일 KBS 《뮤직뱅크》 K-Chart 1위[3]

- 2009년 3월 29일 SBS 《인기가요》 뮤티즌송(1주)
- 2009년 4월 5일 SBS 《인기가요》 뮤티즌송(2주)
- 2009년 4월 12일 SBS 《인기가요》 뮤티즌송(3주)[4]

#### 너라고 (It's You)
- 2009년 5월 22일 KBS 《뮤직뱅크》 K-Chart 1위
- 2009년 6월 7일 SBS 《인기가요》 뮤티즌송(1주)

### 해외
- Sorry, Sorry는 태국 채널《V》아시안차트 사상 최초로 8주 연속 1위를 차지하는 기록을 수립했다.[5] 또한 태국에서 발매된 3집은 태국 최대 음반체인점 B2S의 차트에서 발매 첫주 및 6월 첫째주 1위를 차지했다.[6]
- 필리핀에서는 앨범 발매 3개월만에 10만장을 돌파해 한국 아티스트 최초로 골드 판매 기록을 세웠다.[7]

## 에피소드
- 2009년 3월 9일, 선공개를 시작으로 12일에 전격 발매된 후 13일에 뮤직뱅크, 14일엔 쇼! 음악중심, 15일 인기가요에서 컴백무대를 가졌다.
- 기범은 뮤직비디오에 출연했으나 연기자 활동 전념으로 활동에 참여하지 못했고, 사실상 기범의 공식적인 마지막 앨범이다.
- 한경은 2009년 12월 전속계약 효력부존재 확인 소송 발생 전에 한경의 공식적인 마지막 앨범이다.
- 3집 일본 발매 앨범 A, B버전에 13번 트랙으로〈Sorry, Sorry〉의 일본어 버전이 수록되어 있다.
- C버전 5번 트랙 첫 번째 이야기 (Love U More)는 멤버 려욱이 작곡하고 성민이 작사한 노래이다.
- 타이틀 곡〈Sorry, Sorry〉는 각종 예능 프로그램에서 패러디되는 등 화제를 모았다.